# Pepe Jara
José Jesús Jara Martínez  (Ciudad Madero, 25 de diciembre de 1928 - Ciudad de México, 30 de julio de 2005), más conocido como Pepe Jara o El Trovador Solitario, fue un cantante mexicano de boleros, y el principal intérprete del compositor oaxaqueño Álvaro Carrillo.

## Datos biográficos
Pepe Jara desde pequeño se fue a vivir a Chihuahua, pero a los 19 años, en 1947, se fue a radicar a la capital mexicana. 
En la década de 1950, los tríos estaban en apogeo, por lo que se integró a algunos de ellos como Los Pepes, el Culiacán y Los Duendes.
De 1964 a 1967 el promotor artístico y dirigente de RCA Mariano Rivera Conde impulsó la formación del Dueto Miseria, que formó junto con Gilberto "El Sahuaripa " Valenzuela. Grabaron 10 discos de acetato de larga duración (LP) desde 1964 y hasta 1967. Lograron éxito con “Declárate inocente”, “No me amenaces”, “Retirada” y “Una limosna”.
Posteriormente se consolidó como solista. Grabó para diversos sellos mexicanos como la empresa Discos Guitarra, interpretando temas de Álvaro Carrillo, Guty Cárdenas, Gonzalo Curiel, Gabriel Ruiz Galindo, Ricardo "El Vate" López Méndez, Ricardo Palmerín, Jorge del Moral, María Grever, Agustín Lara, Pastor Cervera, José Antonio Zorrilla, Gabriel Luna de la Fuente, Mario Molina Montes, pues consideraba que eran los mejores poetas dedicados a crear boleros.
Fue uno de los exponentes más importantes del bolero y principal intérprete del compositor Álvaro Carrillo. Su interpretación más conocida es «El andariego», aunque también tuvo un éxito relativo con la canción "La mentira" (Se te olvida).[cita requerida]
Fue amigo de Pedro Infante y Amparo Montes, así como de los escritores Octavio Paz, Gabriel García Márquez y Carlos Fuentes. Estos últimos quizás lo inspiraron para que publicara un libro de memorias: El andariego.[cita requerida]
Con la guitarra ("mi más fiel compañera") podía interpretar temas como "Échame a mí la culpa", "Te odio y te quiero", "El último trago" y Serenata sin luna, entre otras. Se afirma que nunca firmó un cheque por considerarlo un acto de prepotencia, además porque todo su dinero, que fue mucho, se lo gastaba en mujeres y alcohol.[cita requerida]
Jara dejó pendiente la selección de los temas de lo que sería la producción discográfica número cien de su carrera, comentó su viuda, Silvia Hermosillo.[cita requerida]

## Vida privada y familia
Se casó con Socorro Velázquez Jaime. Tuvo un romance fugaz con Leonorilda Ochoa, también 
artista, y vivió con Silvya Hermosillo, con quien también tuvo dos hijas. Sus  hijos fueron Jorge, Carmen, Cecilia, Jesús, Rosario, Silvya  y Aldara.  
Jamás se atrevió a manejar un automóvil, a pesar de que compró cerca de 50 coches.
No tenía miedo a la muerte, a pesar de haber experimentado  varios accidentes aéreos.
Adoraba tener contacto con el público durante los espectáculos.
Uno de sus nietos, Charly Jara, se dedica a la producción musical y produjo un disco de boleros del proyecto musical “Altanera”, de la ciudad de Celaya, Guanajuato.

## Muerte
Murió a los 76 años de edad a causa de complicaciones diabéticas, a un mes de haber padecido un infarto cerebral que le provocó parálisis facial, según informó su familia. Falleció el 30 de julio del 2005 en la Ciudad de México.[cita requerida]
Según el cronista de Ciudad del Maíz, San Luis Potosí, nació en este lugar, pero desde pequeño se fue a Doña Cecilia, hoy Ciudad Madero, Tamaulipas.[cita requerida]